# Saint-Bonnet-lès-Allier
Saint-Bonnet-lès-Allier é uma comuna francesa na região administrativa de Auvérnia-Ródano-Alpes, no departamento Puy-de-Dôme. Estende-se por uma área de 1,51 km². Em 2010 a comuna tinha 429 habitantes (densidade: 284,1 hab./km²).